# David Thompson (podróżnik)

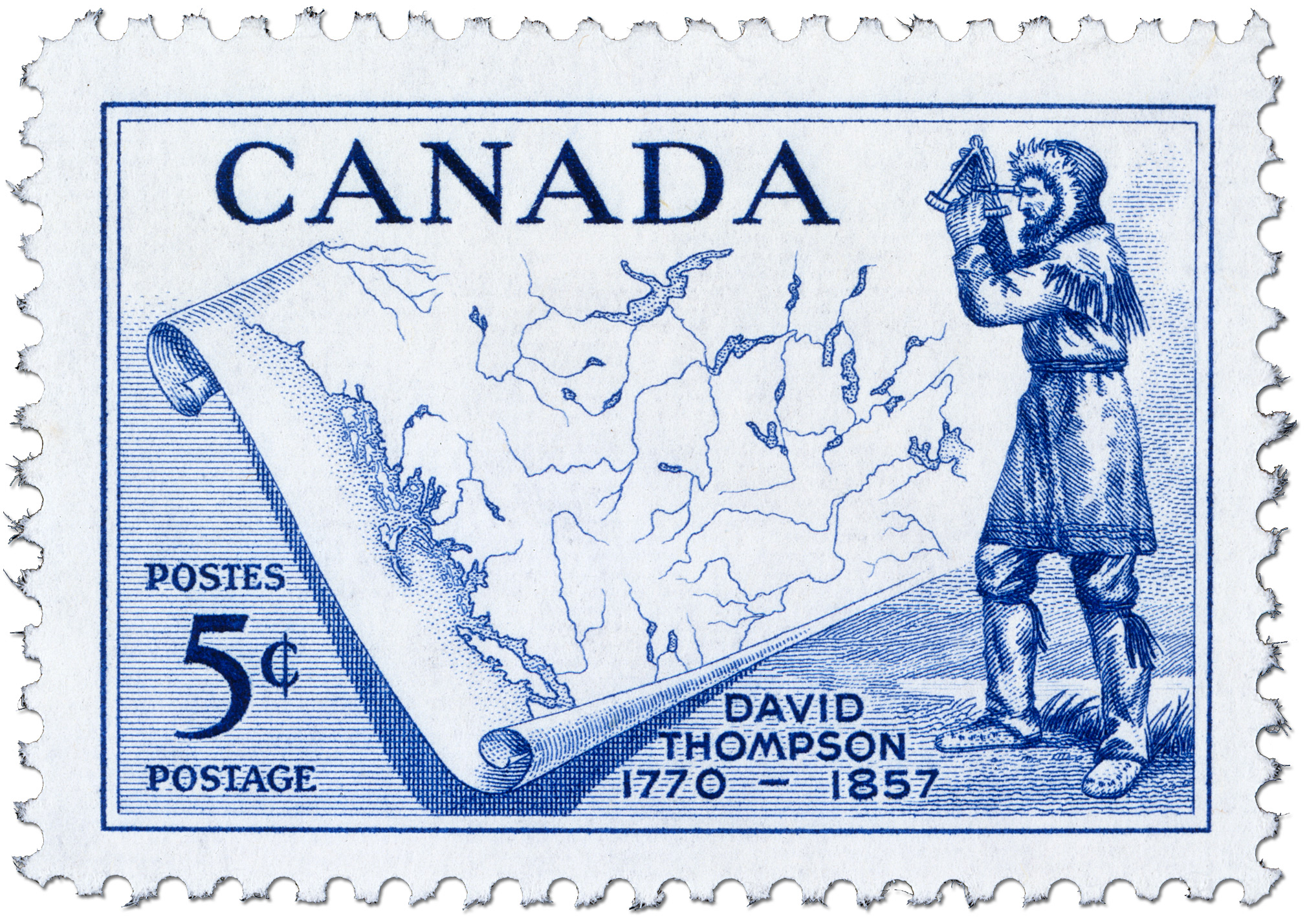
Znaczek pocztowy poświęcony Davidowi Thompsonowi

David Thompson (ur. 30 kwietnia 1770 w Westminster (obecnie w granicach Londynu), zm. 10 lutego 1857 w Longueuil) – kanadyjski podróżnik i kartograf, badający północno-zachodnie regiony Ameryki Północnej. Uważany jest za najwybitniejszego geografa Kanady. W ciągu 28 lat podróży, przemierzył ponad 90 000 kilometrów przez dzikie, nigdy wcześniej nie badane tereny.
David Thompson urodził się w Westminster w 1770 r. Będąc półsierotą uczęszczał do specjalnej szkoły dla biednych dzieci, ucząc się głównie rachunkowości. W wieku czternastu lat przybył do Kanady, gdzie wkrótce zaczął pracę jako czeladnik urzędniczy w biurach Kompanii Zatoki Hudsona. Kompania wysłała go do Ameryki Północnej, gdzie pracował w Fort Churchill, a następnie York Factory. Około roku 1850 został oddelegowany do pracy w fortach nad rzeką Saskatchewan. W 1787 spędził zimę w obozie Indian Pieganów ucząc się ich języka i zwyczajów. W 1788 r., w wyniku upadku z klifu w czasie podróży handlowej, doznał skomplikowanego złamania nogi. Bliski śmierci został przetransportowany do Cumberland House, kwatery Kompanii gdzie przeszedł długotrwałą rekonwalescencję. Wynikiem złamania było trwale uszkodzenie nogi. Thompson utykał do końca życia. W czasie rekonwalescencji nie próżnował, lecz intensywnie studiował astronomię, nawigację, geodezję i kartografię. W tym czasie stracił zdolność widzenia w jednym oku, z powodu zbyt długiego wpatrywania się w słońce przez sekstant.
W 1793 odszedł z Kompanii Zatoki Hudsona, zatrudniając się jako kartograf w Kompanii Północno-Zachodniej. Wyposażony w nowe umiejętności oraz nowoczesny sprzęt otrzymał od Kompanii misję zbadania i opisania jej terytoriów. Tylko pierwszego roku swej misji Thompson pokonał ponad 6500 kilometrów przemierzając tereny od rzek Missouri i Mississippi do podnóża Gór Skalistych.
W roku 1801 bez skutku poszukiwał dogodnej przeprawy przez Góry Skaliste, przy okazji jednak zbadał dorzecza Red Deer i Bow.
W latach 1802–1806 badał dorzecze rzeki Peace oraz tereny preriowe. W 1806 wrócił w Góry Skaliste i w końcu przekroczył ich grzbiet przez przełęcz Kootney i zbudował tam schronisko kompanijne Kootney House. Następne trzy lata spędził podróżując i opisując tereny Kolumbii Brytyjskiej i Oregonu. W 1811 otrzymał polecenie zbadania możliwości dotarcia do Oceanu Spokojnego. Jako nową drogę wybrał przełęcz Athabaska, a następnie spłynął w dół rzeki Kolumbia, 15 czerwca osiągnąwszy jej ujście do Oceanu. Po przybyciu na miejsce okazało, się, że Amerykanie z Pacific Fur Company dotarli tam cztery miesiące przed nim, zgłaszając roszczenia do tamtejszych terenów.
W 1800 roku David Thompson ożenił się z metyską kobietą Charlotte Small. Przeżyli w tym szczęśliwym związku, z którego przyszło na świat 13 dzieci, 57 lat. W 1812 David postanowił zakończyć swe podróże badawcze i osiadł w Terrebonne. Jeden z geografów angielskich miał o nim napisać później: Zbadał obszar niewielki, równy zaledwie połowie Europy, ale za to dokładnie. Wykorzystując swe długoletnie badania Thompson nakreślił pierwszą mapę Terytoriów Północno-Zachodnich. Olbrzymiej wielkości mapa, która pokrywała całą ścianę domu, pokazywała teren dwóch milionów kilometrów kwadratowych. Była niezwykle precyzyjna. Niestety, Thompsonowi nie udało się za życia wydać ani jej, ani opisów swych podróży. Mapa, zakupiona przez Kompanię Zatoki Hudsona, używana była do początków XX wieku i nawet wówczas dla pewnych terenów była najdokładniejszą z istniejących. Opisy podróży ujrzały światło dzienne w 1916 r., zaś dzienniki stanowiły interesujący materiał dla wielu opracowań naukowych.
Setną rocznicę śmierci Davida Thompsona poczta kanadyjska uczciła wydaniem okolicznościowego znaczka o nominale 5 centów. Przedstawia on postać podróżnika w stroju trapera, z sekstantem w ręce, na tle swojej wielkiej mapy.